# 첫 만남은 계획대로 되지 않아
"첫 만남은 계획대로 되지 않아"는 투어스의 노래이다. 2024년 1월 22일 플레디스 엔터테인먼트를 통해 투어스의 데뷔 EP "Sparkling Blue"의 두 번째 싱글이자 리드 트랙으로 발매되었다. 2024년 써클 디지털 차트에서 2위를 기록했다.

## 배경 및 발매
TWS는 2024년 1월 2일 선공개 싱글 "Oh Mymy: 7s"와 뮤직비디오를 공개한 후, 하이라이트 메들리, 롯데칠성음료의 밀키스 제품 홍보 계약, 일본 잡지 Ray와 ViVi의 표지 장식 등 여러 티저와 활동이 공개되어 TWS의 첫 EP에 대한 기대를 모았다. Sparkling Blue와 리드 싱글 "Plot Twist"의 1월 22일 발매와 함께 TWS는 2015년 세븐틴 이후 9년 만에 플레디스 엔터테인먼트에서 데뷔하는 보이 그룹이 되었다.
발매 당일 TWS는 엠넷의 글로벌 데뷔 프로그램 TWS: Debut Show에서 "Plot Twist"와 "Oh Mymy: 7s", "Unplugged Boy", "BFF"를 처음으로 공연했다. 이 쇼는 유튜브의 엠넷, M2, 하이브 채널에서 동시에 방송되었다.

## 구성
저는 이 리드 싱글이 우리 모두가 한 번쯤 경험하는 "첫 만남"의 설렘과 긴장감을 담아냈다고 생각하기 때문에 정말 좋아해요.— TWS 멤버 한진이 노래의 의미에 대해, Bandwagon Asia

그룹의 음악적 정체성을 정의하려는 노력의 일환으로 TWS는 "보이후드 팝"으로 정의한 자신들만의 독특한 장르를 선보일 계획이었다. "상쾌한 분위기"와 드럼, 기타, 신시사이저 사운드의 결합으로 특징지어지는 "Plot Twist"는 노래의 한국어 제목 '첫 만남은 계획대로 되지 않아'의 의미를 참조하여 "첫 만남의 스릴"을 담고 있다고 언급되었다.

## 뮤직비디오
공식 뮤직비디오는 곡과 함께 2024년 1월 22일 공개되었다. 뮤직비디오는 TWS 멤버들이 학교 첫날을 헤쳐나가며 설렘과 긴장감을 느끼는 장면을 담았다. 1월 30일에는 퍼포먼스 비디오가 공개되었다.

## 비평가 반응
제프 벤자민은 이 노래를 빌보드가 선정한 2024년 최고의 K-팝 노래 20곡의 중간 순위에서 3위로 선정하며, "예상치 못했지만 역동적인 프로덕션 내의 전환"을 칭찬하고 "첫 음부터 트랙을 마무리하는 찬가까지 듣는 이를 사로잡는" "음악적 모험"이라고 극찬했다. 페이스트의 케이티 버트는 공감할 수 있는 가사와 "빛나는" 프로덕션을 칭찬하며, 이 노래를 그룹의 "사랑스러운 공식 소개"이자 "K-팝 산업의 올해 가장 큰 히트곡 중 하나"로 인정했다. OSEN의 경지민 기자는 이 곡이 "기분 좋은 느낌"을 주며, "첫 만남의 설렘 속에서 마주하는 모호함을 함께할 밝은 날들에 대한 기대로 극복하는 이야기"라고 요약했다.

### 리스트
| 출판사   | 리스트                                         | 순위 | Ref.   |
| -------- | ---------------------------------------------- | ---- | ------ |
| 데이즈드 | 2024년 최고의 K-팝 트랙 50곡                   | 빈칸 | [ 13 ] |
| NME      | 2024년 최고의 K-팝 노래 25곡                   | 22   | [ 14 ] |
| 페이스트 | 2024년 최고의 K-팝 노래 20곡                   | 6    | [ 11 ] |
| 틴 보그  | K-팝 작곡가들이 선정한 2024년 최고의 K-팝 노래 | 빈칸 | [ 15 ] |

## 상업적 성과
대한민국에서 "Plot Twist"는 2024년 3월 3일부터 9일까지 써클 디지털 차트에서 2위를 기록했다. 멜론, 벅스, 스포티파이와 같은 국내 음악 서비스에서 꾸준히 좋은 성과를 보인 이 노래는 그 성공과 듣기 편한 특성으로 인정받았으며, 보이 그룹이 더 강렬한 장르를 선호하기 때문에 주요 한국 음악 차트를 오르기 어려운 일반적인 어려움에 대한 논평을 이끌어냈다. 주간 또는 월간 차트에서 한 번도 1위를 차지하지 못했지만, 2024년 상반기 써클 디지털 차트에서는 1위를 기록했다.

## 수상
"Plot Twist"는 대한민국에서 5개의 음악 프로그램 상을 수상했다.
| 시상식                  | 연도 | 부문                           | 결과 | Ref.   |
| ----------------------- | ---- | ------------------------------ | ---- | ------ |
| 엠넷 아시안 뮤직 어워드 | 2024 | 베스트 댄스 퍼포먼스 남자 그룹 | 수상 | [ 18 ] |
| 멜론 뮤직 어워드        | 2024 | 올해의 노래                    | 후보 | [ 19 ] |
| 한국대중음악상          | 2025 | 최우수 케이팝 - 노래           | 후보 | [ 20 ] |

| 프로그램  | 날짜            | Ref.   |
| --------- | --------------- | ------ |
| 인기가요  | 2024년 3월 24일 | [ 21 ] |
| 뮤직뱅크  | 2024년 2월 23일 | [ 22 ] |
| 쇼 챔피언 | 2024년 2월 14일 | [ 23 ] |
| 쇼 챔피언 | 2024년 2월 21일 | [ 24 ] |
| 더 쇼     | 2024년 2월 20일 | [ 25 ] |

## 차트
| 차트 (2024)                 | 최고 순위 |
| --------------------------- | --------- |
| 글로벌 200 (빌보드)         | 123       |
| 일본 스트리밍 (빌보드 재팬) | 89        |
| 대한민국 (써클)             | 2         |

| 차트 (2024)     | 순위 |
| --------------- | ---- |
| 대한민국 (써클) | 2    |

| 차트 (2024)     | 순위 |
| --------------- | ---- |
| 대한민국 (써클) | 2    |